# Richard Prager
Richard Prager (*  30. November 1883 in Hannover; † 20. Juli 1945 in Cambridge/Mass) war ein deutscher Astronom.

## Leben
Prager studierte Astronomie in Marburg, Göttingen und Berlin und wurde 1908 promoviert. Von 1909 bis 1913 war er als Abteilungschef an der Sternwarte in Santiago de Chile tätig.
Seit 1913 arbeitete er zunächst als Assistent an der Universität Berlin, ab 1916 als Observator und seit 1924 als Professor am Observatorium Neubabelsberg. 1938 wurde er als Jude verhaftet. Britische Freunde erwirkten seine Freilassung, so dass er emigrieren konnte.
Ab 1939 lehrte er an der Harvard University. Er starb im Juli 1945 im Alter von 61 Jahren.
1971 wurde der Mondkrater Prager nach ihm benannt.

## Schriften (Auswahl)
- Katalog von 8303 Sternen, 1923
- Katalog von 1885 Sternen für das Äquinoktium 1925, 1924